# ジョン・ギボンズ
ジョン・マイケル・ギボンズ（John Michael Gibbons, 1962年6月8日 - ）は、アメリカ合衆国モンタナ州カスケード郡グレートフォールズ出身の元プロ野球選手（捕手）、監督。右投右打。

## 経歴
1980年のMLBドラフト1巡目（全体24位）でニューヨーク・メッツから指名を受け、プロ入り。1984年にメジャーデビュー。
1986年には初本塁打を放つなど順調に見えたが、メジャーでの出場はこのシーズンが最後となった。
1988年にロサンゼルス・ドジャースへ移籍した。
1989年にはテキサス・レンジャーズへ、1990年にはフィラデルフィア・フィリーズへと移籍を繰り返したがAAA級にとどまり、メジャーの舞台に戻ること無くこの年限りで現役を引退した。
1991年からはメッツに戻り、4年間マイナーでコーチなどの経験を積んだ。
1995年にアパラチアンリーグのルーキー級キングスポート・メッツで監督に就任。初年度からいきなり優勝に導く。
1996年からの2年間はA+級セントルーシー・メッツの監督を務め、1996年は優勝に導くなど監督としての才能を発揮。
1998年はAA級ビンガムトン・メッツの監督に就任。
1999年からはAAA級ノーフォーク・タイズの監督を3年間務めた。
2002年からはメッツを離れ、トロント・ブルージェイズのブルペン捕手に転身した。シーズン途中の6月からはバック・マルティネス監督解任により、一塁コーチに就任する。
2004年8月、カルロス・トスカ監督が成績不振により解任され、監督代行として残りのシーズンの指揮を執った。
2005年からは正式に監督に就任した。
2006年シーズン、激戦区のアメリカンリーグの東地区で2位に導いた手腕が評価された。オフに2008年まで契約延長されるなどギボンズに対する周囲の評価は高かった。
2008年6月に契約最終年ながら途中で解任されてしまう。
2009年からの3年間はカンザスシティ・ロイヤルズでベンチコーチ、2012年はサンディエゴ・パドレス傘下のAA級サンアントニオ・ミッションズで監督を務めた。
2012年11月20日にトロント・ブルージェイズの監督に5シーズンぶりに復帰することが明らかになった。
2016年5月15日に起きたレンジャーズ戦での乱闘で、17日にMLBから3試合の出場停止処分が科せられたことが発表された。
2017年8月13日のピッツバーグ・パイレーツ戦で監督通算700勝を達成した。
2018年9月26日に同シーズンをもって監督を退任することが報じられた。
2023年11月22日にメッツのベンチコーチに就任することが発表された。

## 人物
監督としての手腕が高い一方で非常に退場が多い。瞬間湯沸し器の異名があるほどである。また選手とのトラブルも多く、シェイ・ヒレンブランドがギボンズを公然と批判してシーズン途中でサンフランシスコ・ジャイアンツへ放出されている。
テッド・リリーとは投手交代のタイミングでマウンド上で口論。ベンチ裏でも口論を始め、選手全員が仲裁をしにベンチ裏に消えダッグアウトに誰もいなくなるという異常事態に発展した。試合後は両者共に謝罪したが、リリーはシーズン終了後、FAでシカゴ・カブスへ移籍した。
また起用法で不満を漏らしたベンジー・モリーナもシーズン終了後にジャイアンツへ移籍している。
その一方で典型的な鬼軍曹タイプと思いきや、普段は選手たちとジョークを言い合って、大声でよく笑うナイスガイであるという証言もある。2006年途中までブルージェイズでプレーしていたエリック・ヒンスキーは「彼は男の中の男」と絶賛し、メッツのマイナー時代からの仲である2006年当時ブルージェイズGMだったJ.P.リッチアーディは「彼の下でプレーできないなら、どこでもプレーできない」「ジョンが怒るのはもっともな時だけだ」とまで言っている。

## 詳細情報

### 年度別打撃成績
| 年 度    | 球 団    | 試 合 | 打 席 | 打 数 | 得 点 | 安 打 | 二 塁 打 | 三 塁 打 | 本 塁 打 | 塁 打 | 打 点 | 盗 塁 | 盗 塁 死 | 犠 打 | 犠 飛 | 四 球 | 敬 遠 | 死 球 | 三 振 | 併 殺 打 | 打 率 | 出 塁 率 | 長 打 率 | O P S |
| -------- | -------- | ----- | ----- | ----- | ----- | ----- | -------- | -------- | -------- | ----- | ----- | ----- | -------- | ----- | ----- | ----- | ----- | ----- | ----- | -------- | ----- | -------- | -------- | ----- |
| 1984     | NYM      | 10    | 35    | 31    | 1     | 2     | 0        | 0        | 0        | 2     | 1     | 0     | 0        | 0     | 0     | 3     | 1     | 1     | 11    | 0        | .065  | .171     | .065     | .236  |
| 1986     | NYM      | 8     | 22    | 19    | 4     | 9     | 4        | 0        | 1        | 16    | 1     | 0     | 0        | 0     | 0     | 3     | 1     | 0     | 5     | 1        | .474  | .545     | .842     | 1.388 |
| MLB：2年 | MLB：2年 | 18    | 57    | 50    | 5     | 11    | 4        | 0        | 1        | 18    | 2     | 0     | 0        | 0     | 0     | 6     | 2     | 1     | 16    | 1        | .220  | .316     | .360     | .676  |

### 監督としての成績
| 年度         | チーム                   | クラス       | 試合 | 勝利 | 敗戦 | 勝率 | 順位    | プレーオフ      | 備考                               |
| ------------ | ------------------------ | ------------ | ---- | ---- | ---- | ---- | ------- | --------------- | ---------------------------------- |
| 1995         | Kingsport Mets           | ルーキー     | 59   | 41   | 18   | .695 | 1位     | リーグ優勝      |                                    |
| 1996         | St. Lucie Mets           | A+           | 133  | 71   | 62   | .534 | 3位/1位 | リーグ優勝      |                                    |
| 1997         | St. Lucie Mets           | A+           | 135  | 54   | 81   | .400 | 4位/6位 |                 |                                    |
| 1998         | Binghamton Mets          | AA           | 142  | 82   | 60   | .578 | 2位     | 第1ラウンド敗退 |                                    |
| 1999         | Norfolk Tides            | AAA          | 140  | 77   | 63   | .550 | 3位     |                 |                                    |
| 2000         | Norfolk Tides            | AAA          | 144  | 65   | 79   | .451 | 3位     |                 |                                    |
| 2001         | Norfolk Tides            | AAA          | 142  | 85   | 57   | .599 | 1位     | 第1ラウンド敗退 |                                    |
|              |                          |              |      |      |      |      |         |                 |                                    |
| 2004         | トロント・ブルージェイズ | MLB          | 50   | 20   | 30   | .400 | 5位     |                 | 8月より監督代行                    |
| 2005         | トロント・ブルージェイズ | MLB          | 162  | 80   | 82   | .494 | 3位     |                 |                                    |
| 2006         | トロント・ブルージェイズ | MLB          | 162  | 87   | 75   | .537 | 2位     |                 |                                    |
| 2007         | トロント・ブルージェイズ | MLB          | 162  | 83   | 79   | .512 | 3位     |                 |                                    |
| 2008         | トロント・ブルージェイズ | MLB          | 74   | 35   | 39   | .473 | 5位     |                 | 6月に解任。チームの最終順位は4位。 |
| 2013         | トロント・ブルージェイズ | MLB          | 162  | 74   | 88   | .457 | 5位     |                 |                                    |
| 2014         | トロント・ブルージェイズ | MLB          | 162  | 83   | 79   | .512 | 3位     |                 |                                    |
| 2015         | トロント・ブルージェイズ | MLB          | 162  | 93   | 69   | .574 | 1位     | ALCS敗退        | 1試合の出場停止を含む              |
| 2016         | トロント・ブルージェイズ | MLB          | 162  | 89   | 73   | .549 | 2位     | ALCS敗退        |                                    |
| 2017         | トロント・ブルージェイズ | MLB          | 162  | 76   | 86   | .469 | 4位     |                 |                                    |
| 2018         | トロント・ブルージェイズ | MLB          | 162  | 73   | 89   | .451 | 4位     |                 |                                    |
| メジャー通算 | メジャー通算             | メジャー通算 | 1582 | 793  | 789  | .501 |         |                 |                                    |
| マイナー通算 | マイナー通算             | マイナー通算 | 895  | 475  | 420  | .531 |         |                 |                                    |

### 背番号
- 8（1984年）
- 35（1986年）
- 58（2002年 - 2004年）
- 5（2005年 - 2008年、2013年 - 2018年）
- 12（2009年）
- 50（2010年）
- 49（2011年）